# Himmel und Hölle (1983)
Himmel und Hölle (Originaltitel: State buoni se potete – wörtlich: „Seid gut, wenn ihr könnt“) ist ein italienischer Spielfilm von Luigi Magni aus dem Jahr 1983. Er wurde am 18. Dezember 1984 in Italien uraufgeführt. Der Film verbindet die Figur und die Ereignisse des heiligen Philipp Neri und seiner Zeit mit einer fiktiven Handlung um einen Straßenjungen, der zeitlebens vom Teufel verfolgt wird.

## Handlung
Rom im 16. Jahrhundert: Der Priester Filippo Neri hilft Kindern, Armen, Alten und kranken Menschen, als eines Tages der Straßenjunge Cirifischio mit einem gestohlenen Kelch in der von ihm als Asyl genutzten, noch nicht geweihten Kirche steht. Der Teufel, in Gestalt eines Kesselmachers, der seine Werkstatt gegenüber der Kirche hat, schickt das Kind zunächst um Asyl in die Kirche, um ihn dann wegen Sakrilegs verhaften lassen, doch „Don Fili“ beschützt Cirifischio vor den Sicherheitskräften und nimmt ihn in die Schar seiner Waisenkinder auf. Don Fili erzieht ihn wie alle anderen Kinder mit den Worten: „Seid gut, wenn ihr könnt“.
Bei einer Betteltour mit Don Fili lernt Cirifischio den hochmütigen Pagen eines jungen Kardinals kennen, der ihm vom Pferd herab einen brutalen Schlag ins Gesicht versetzt. Als er gemeinsam mit seinen Kumpanen ihm auflauern und ihn verprügeln will, stellt sich heraus, dass es sich um ein Mädchen, Leonetta, handelt, das von dem Kardinal heimlich als Geliebte gehalten wird. Don Fili ist entsetzt und lässt Leonetta in eine Schule der Jesuiten bringen. Als Cirifischio sie mit Hilfe des Kesselmachers aus der Schule entführen will, hat Don Fili ein Einsehen und nimmt auch das Mädchen bei sich auf.
Jahre später: Leonetta und Cirifischio wollen gerade ihre Verlobung feiern, da schickt der Teufel – diesmal in Gestalt einer alten Besenbinderin – den Jungen mit einem Auftrag zum Schmied. Dort trifft dieser auf den Kardinal und bringt ihn im Affekt um. Danach muss er fliehen und wird zu einem berühmt-berüchtigten Räuber und Wegelagerer. Leonetta geht daraufhin ins Kloster und versucht, ihn durch ihre Gebete zu erretten. Unterdessen versucht der Teufel in Gestalt einer schönen Maurin, Don Fili zu verführen, doch dieser bleibt standhaft. Ein junger Edelknabe, dessen Vater ihm den Umgang mit Don Fili und den Waisenkindern verbietet, verfällt hingegen der schönen Maurin und wird von dieser getötet.
Eines Nachts wird Don Fili von den Räubern zu einer Taufe geholt; Cirifischio ist der Pate des Kindes. Der Priester nimmt einen armen Bettelmönch zu der Zeremonie mit, den er unterwegs getroffen hat – nicht ahnend, dass es sich um Papst Sixtus V. handelt, der inkognito in seiner Stadt nach dem Rechten sehen will. Der Papst lässt die Räuberbande verhaften, Cirifischio wird zum Tode verurteilt. In der Todeszelle prahlt er vor Don Fili mit der Zahl der von ihm eroberten Frauen; für Leonetta, von der er glaubt, dass sie mittlerweile „einen Bettler“ geheiratet hat, hat er nur Spott übrig. Schließlich zieht er ein Medaillon hervor, das ihm „die Schönste“ dieser Frauen geschenkt hatte: Es zeigt das Bild der schönen Maurin. Don Fili wirft das Medaillon ins Feuer, das daraufhin verpufft. Entsetzt muss Cirifischio erkennen, dass er sein ganzes Leben lang vom Teufel an der Nase herumgeführt wurde. Schließlich erscheint Leonetta – in Nonnentracht. Der Räuber geht nun geläutert und bekehrt seiner Hinrichtung entgegen.
Zum Schluss setzt der Teufel Don Fili noch einer Versuchung aus: er soll zum Kardinal ernannt werden und prunkvolle Gewänder erhalten. Doch als die Waisenkinder ihn in diesem Aufzug nicht mehr erkennen, zieht der Priester die Purpurgewänder froh wieder aus. Der Film endet mit der Einstellung eines lächelnden kleinen Mädchens und der lateinischen Aufschrift „LAUS DEO“ (Lob sei Gott).

## DVD
Der Film ist in Italien in der ca. 150 Minuten langen Versione Integrale und in Deutschland unter dem Titel Himmel und Hölle – Bleib gut, wenn Du kannst auf DVD erschienen. Die deutsche DVD-Veröffentlichung von Pidax film enthält auf zwei DVDs die etwas kürzere Schnitt-(Fernseh-) und die lange Filmversion (Integrale). Da man von der Fernsehversion nur noch die Original-Tonspur, aber nicht die Filmspur fand, nahm man die schon in Italien restaurierte und auf DVD erhältliche Versione Integrale und überarbeitete diese mit dem deutschen Fernseh-Ton. Die nicht auf Deutsch enthaltenen Szenen wurden im Originalton behalten und mit deutschen Untertiteln belegt. Bei der Schnittversion handelt es sich um die Fernsehversion von 1984, die damals einmal auf ARD (Wiederholungen auf ARD 1 Plus) ausgestrahlt wurde, jedoch wegen des fehlenden Bildmaterials noch einmal um die verschollenen Szene gekürzt. Als Bonus-Material sind dank eines Fans drei der verlorenen Szenen in schlechter Qualität zugegeben. Dazu auch ein Teil des deutschen Vorspanns, bei dem anders als in der Integralen-Version aus Italien nicht Angelo Branduardi singt, sondern die Handlung (Cirifischio stiehlt den Kelch) schon beginnt. In der Integrale-Version ist diese Szene (etwas kürzer) Teil des Filmes (erste Szene) und nicht Teil des Vorspannes. So enthält die Schnittversion ebenfalls den Vorspann der Versioni Integrale mit Branduardi.

## Soundtrack
Die LP ist bei Polydor erschienen (Musiza) und enthält 15 Titel, wobei einige Titel mehrmals in verschiedenen Versionen enthalten sind. Von dem Titel Tema di Leonetta existiert noch eine gesungene Version, die nur auf einer Single (45/min) und auf der LP Canzoni d’amore von Angelo Branduardi erschienen ist.
Die Texte der auf dem Soundtrack erschienenen Titel stammen von Luisa Zappa-Branduardi, Capitan Gesù schrieb Luigi Magni. Die Musik stammt von Angelo Branduardi.
1. Vanità di vanità (gesungen mit Kinderchor)
2. Tema di Leonetta (instrumental mit Orchester)
3. Danse des filles de joie (instrumental)
4. State buoni se potete (gesungen von Angelo Branduardi mit Gitarre)
5. Canzone di Cadigia (gesungen von Iris Peynado)
6. Capitan Gesù (instrumental)
7. Tema di Leonetta (instrumental mit Violine und Bariton)
8. State buoni se potete (gesungen)
9. Canzone di Cadigia (instrumental)
10. Capitan Gesù (gesungen mit Kinderchor)*
11. Vanità di vanità (instrumental mit Flöten und Orgel)
12. Tema di Leonetta (instrumental mit Violine, Bariton und Orchester)
13. State buoni se potete (instrumental mit Harmonica und Flöte)
14. Vanità di vanità (instrumental)
15. Sarabande (instrumental von Angelo Branduardi mit Gitarre)

Für die Filmmusik gewann Angelo Branduardi den David di Donatello.

## Kritik
Der film-dienst lobte Himmel und Hölle: „Angelegt als romantisch-bunter Bilderbuchreigen, besitzt der Film auch einige anrührende Szenen praktizierter Mitmenschlichkeit in einer Zeit sozialer Gegensätze und des historischen Umbruchs. Skurril-liebenswürdige Unterhaltung.“